# Ammosperma
- Commons
- Wikispecies

Ammosperma Hook.f.  é um género botânico pertencente à família Brassicaceae.

## Espécies
Apresenta três espécies:
- Ammosperma cinerea
- Ammosperma teretifolium
- Ammosperma variabile